# Walter Nausch

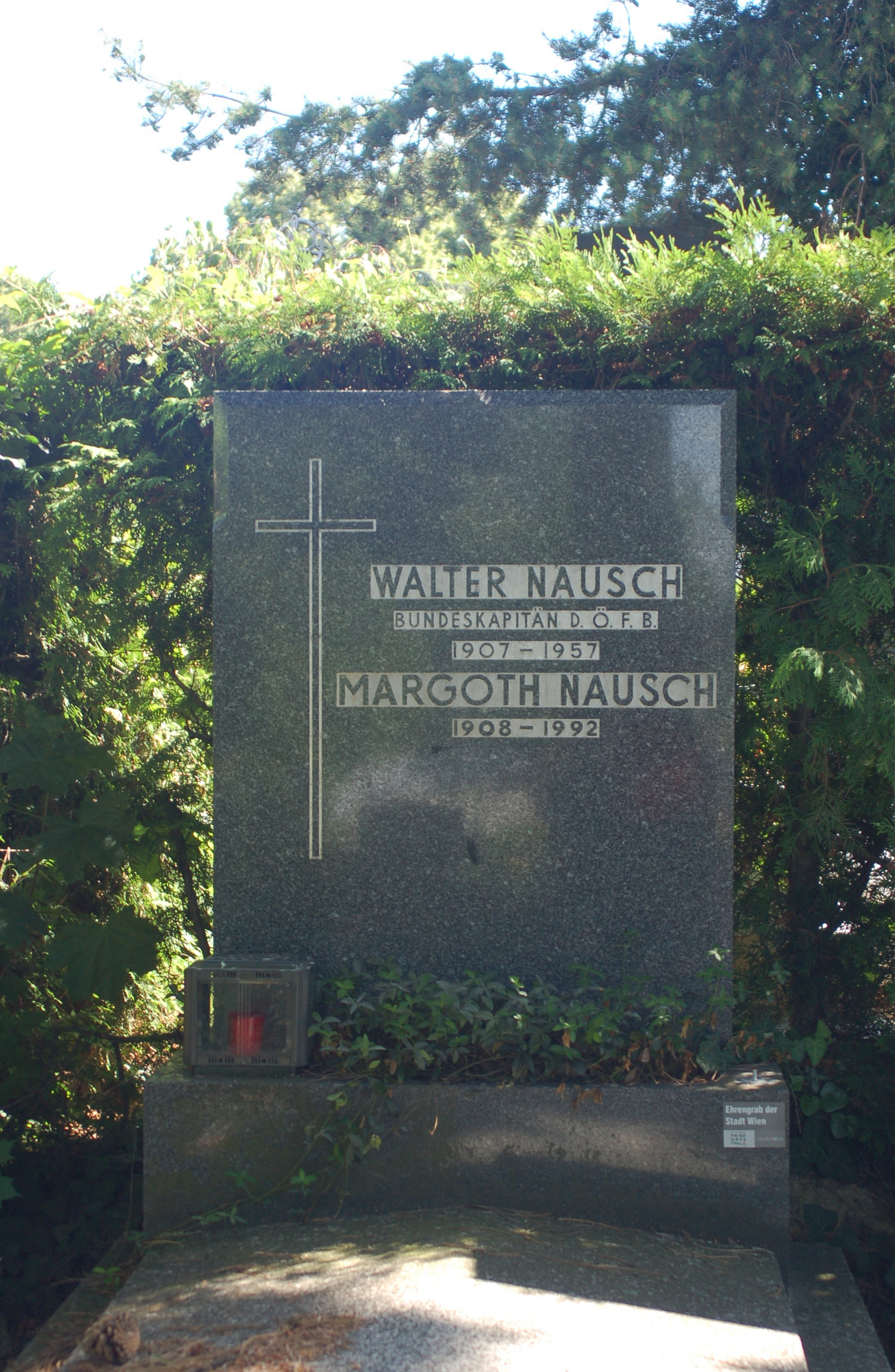
Grabmal von Walter Nausch auf dem Ottakringer Friedhof

Walter Nausch (* 5. Februar 1907 in Wien; † 11. Juli 1957 in Obertraun) war ein österreichischer Fußballspieler und -trainer.
Als Spieler war der Läufer eine zentrale Figur des legendären Wunderteams und gewann mit der FK Austria Wien gleich zweimal den Mitropapokal, den Vorläufer des Europapokals. Auf Grund seines Widerstandes gegen den Nationalsozialismus musste Walter Nausch im November 1938 in die Schweiz fliehen. Nach dem Zweiten Weltkrieg kehrte der Wiener in seine zerstörte Heimat zurück und führte als Trainer der wiedergegründeten österreichischen Nationalmannschaft das Team bei der Weltmeisterschaft 1954 mit dem 3. Platz zum größten Erfolg seiner Geschichte.

## Karriere

### Wunderteam und Mitropacup
Walter Nausch begann seine erfolgreiche Fußballkarriere in der Josefstadt. Über die Josefstädter Sportfreunde und den später erstklassigen FC Libertas Wien kam der Allrounder 1923 erstmals zur Wiener Austria, damals noch Wiener Amateur-SV, nach Ober St. Veit. Hier gelang ihm bereits 1924 sein erster Meisterschaftsgewinn – diesen Triumph sollte er überraschenderweise niemals mehr wiederholen können. 1925 verließ Nausch die Veilchen vorerst wieder und ging zum Ligakonkurrenten Wiener AC. Nach ein paar Jahren, genauer 1929, zog es Walter Nausch jedoch wieder nach Ober St. Veit. Bei der Austria Wien entwickelte sich Nausch zu einer festen Größe ihm Mittelfeld, spielte aber auch als Stürmer und Verteidiger. Gemeinsam mit Matthias Sindelar prägte er maßgeblich den violetten Fußball der 1930er Jahre.
Insbesondere international feierte er mit der Austria große Erfolge. 1933 konnte die Mannschaft mit ihrem eleganten Spiel erstmals das Finale des Mitropacups gegen Inter Mailand für sich entscheiden. Das Hinspiel in Italien ging zwar 1:2 verloren, doch drei Tore von Sindelar im Rückspiel beim 3:1 gegen die Mannschaft von Giuseppe Meazza bedeuteten den Gewinn des Pokals. Der zweite Triumph im Vorläuferbewerb des Europapokals gelang 1936. Gegen Slavia Prag im Finale gelang in Wien zunächst nur ein torloses Remis; im Strahov-Stadion konnte jedoch Camillo Jerusalem den einzigen Treffer beim 1:0-Auswärtssieg im Rückspiel erzielen.
Internationale Erfolge gab es für Walter Nausch nicht nur im Dress der Austria Wien. Seit seinem Debüt in Bern beim Sieg Österreichs über die Schweiz 1929 gehörte der Austrianer zum festen Bestandteil der österreichischen Nationalmannschaft. Nausch spielte in zahlreichen Spielen des Wunderteams und stand auch beim legendären Spiel gegen England auf dem Platz. Auf dem Weg zur Fußball-Weltmeisterschaft 1934 verletzte sich der Läufer jedoch schwer in der Qualifikation beim 6:1 gegen Bulgarien. Bis 1937 absolvierte der Wiener jedoch insgesamt 39 Länderspiele.

### Flucht in die Schweiz und Rückkehr nach Österreich
Nach dem Anschluss Österreichs an das Dritte Reich 1938 war die Austria Wien massiven Repressalien ausgesetzt. Gründe dafür waren zum einen die jüdische Herkunft vieler Vorstandsmitglieder und Spieler und zum anderen die „undeutsche“ Spielweise. Fast der gesamte Vorstand und die Hälfte der Kampfmannschaft musste aufgegeben werden. Am 17. März 1938 wurde eine vorläufige Sperre des Vereins bekannt gegeben – eine Zeit lang musste der Verein als Sportklub Ostmark auftreten. Walter Nausch war durch seine hohe Beliebtheit und Bekanntheit relativ von diesen Maßnahmen geschützt und verpasste keine Gelegenheit seine geringe Wertschätzung für den Nationalsozialismus zu zeigen. Nausch wollte seinen Stammverein schließlich als Trainer übernehmen. Dies wurde von der Partei nur genehmigt, wenn sich Walter Nausch von seiner jüdischen Frau getrennt hätte. Für den ehemaligen Wunderspieler kam dies nicht in Frage, er floh schließlich im November 1938 mit seiner Frau in die Schweiz nach Zürich.
In Zürich wurde Nausch daraufhin von einigen Austriafunktionären 1939 besucht, die ihm die goldene Ehrennadel mit Brillanten übergaben. Der Wiener knüpfte bald verschiedene Kontakte zu Zürcher Fußballvereinen und stieg schließlich als Trainer beim FC Young Fellows Zürich ein. Von ÖFB-Präsident Josef Gerö wurde Walter Nausch schließlich 1948 nach Österreich heimgeholt und als neuer Trainer der österreichischen Fußballnationalmannschaft präsentiert. Höhepunkt und Abschluss seiner Karriere als Teamchef war die Fußball-Weltmeisterschaft in der Schweiz. Die rot-weiß-rote Auswahl erkämpfte sich mit dem 3. Platz das beste Ergebnis ihrer Geschichte. Walter Nausch schaffte es mit Stars wie Zeman, Happel, Hanappi, Ocwirk, den Brüdern Robert und Alfred Körner, Probst und Stojaspal eine Mannschaft zu bilden, welche an das alte Wunderteam erinnerte.
Nach dem Nationalteam kehrte Nausch ein letztes Mal – dieses Mal als Trainer – zur Austria Wien zurück. Bereits 1957 starb Nausch an den Folgen eines Herzinfarkts, der ihn zuvor im Café Prückel nach der blamablen 3:4-Niederlage der Austria gegen den Kremser SC vom 28. April 1957 ereilt hatte. Nausch starb am Morgen des 11. Juli 1957, er hielt sich in der Sportschule Obertraun auf.
Er ruht in einem ehrenhalber gewidmeten Grab auf dem Ottakringer Friedhof (Gruppe 22, Reihe 2, Nummer 28).

## Ehrungen
Im April 1949 erhielt er vom Schweizer Fussballverband für besondere Verdienste um den Schweizer Fußball die Goldene Verbandsnadel verliehen.
Im Mai 1955 wurde Walter Nausch ein Ehrenring für die verdienstvolle Förderung freundschaftlicher Beziehungen unter den Sportlern verschiedener Länder vom Charlie Chaplin-Friedensfonds zuerkannt.
Walter Nausch wurde zum Ehrenkapitän der Austria ernannt und 2001 in die Austria-Elf des Jahrhunderts gewählt.

## Stationen

### Spieler
- Josefstädter Sportfreunde
- FC Libertas Wien
- FK Austria Wien (1923–1925)
- Wiener AC (1925–1929)
- FK Austria Wien (1929–1938)

### Trainer
- FC Young Fellows Zürich (1940–1948)
- Österreichische Fußballnationalmannschaft (1948–1954)
- FK Austria Wien (1954–1955)

Walter Nausch war u. a. auch Trainer der (nur aus Europäern bestehenden) FIFA-Auswahl, die am 21. Oktober 1953 in Wembley gegen England 4:4 spielte. Er betreute dabei sogar drei seiner Landsmänner (Tormann Walter Zeman, Gerhard Hanappi und Ernst Ocwirk, der laut „Arbeiterzeitung Wien“ vom 20. Oktober 1953 Kapitän war). Der Hamburger Jupp Posipal spielte damals Mittelläufer. Referee Marvin Griffith aus Wales, der spätere Linienrichter im WM-Finale von Bern, verhängte unmittelbar vor Spielende einen höchst zweifelhaften Strafstoß gegen den „Rest der Welt“. Dieses Elfmeter-Geschenk ließ sich Alf Ramsey, der spätere Nationaltrainer der WM-Elf von 1966, natürlich nicht entgehen und verwandelte zum schmeichelhaften 4:4-Ausgleich. So blieb dieser „home record“ eben noch bis zum 25. November bestehen. Dann stürmten die Magyaren die Festung Wembley und der Mythos, noch nie gegen ein kontinentales Team verloren zu haben, war zerstört. Hinsichtlich der Bezeichnung Trainer dieser Auswahl ist anzumerken, dass offensichtlich Karel Lotsy (so steht es in englischen Internetseiten) der offizielle Betreuer (Manager) war, die „Arbeiterzeitung Wien“ erwähnt auch die Herren Calero (Spanien) und  Gaston Barreau (Frankreich), die ein Mitspracherecht hinsichtlich Aufstellung bzw. Spielsystem hatten, wobei es heißt, dass Nausch nach „Wiener Schule“ spielen wollte.

## Erfolge

### Spieler
- 2 × Mitropacupsieger: 1933, 1936

- 1 × Österreichischer Meister: 1924
- 5 × Österreichischer Cupsieger: 1924, 1925 1933, 1935, 1936

- 39 Länderspiele und ein Tor für die österreichische Fußballnationalmannschaft von 1929 bis 1937

### Trainer
- 3. Platz bei der Fußball-Weltmeisterschaft: 1954